# Gordon Zola
Ne doit pas être confondu avec Jacques Mogis ou Émile Zola.
Cet article possède un paronyme, voir Gorgonzola.
Gordon Zola, nom de plume d'Érick Mogis, né le 22 août 1964 à Aunay-sur-Odon, dans le Calvados, est un écrivain et éditeur français. Il est le créateur des enquêtes « calambourdesques » du commissaire Guillaume Suitaume, une série de quinze romans policiers humoristiques.

## Biographie
En 2004, il fonde la première maison d'édition française spécialisée en littérature humoristique, les éditions du Léopard masqué, avec laquelle il souhaite mettre en lumière les plumes fantasques, décalées et caustiques des enfants de Pierre Dac, Frédéric Dard, Alphonse Allais, René Fallet, Raymond Queneau, Sacha Guitry ou autre Boris Vian.
La série ayant pour héros Guillaume Suitaume connaît un certain succès public, notamment avec le troisième titre de la série, Le Dada de Vinci (2005), un thriller autour du phénomène Da Vinci Code. Quelques mois plus tard, il récidive avec une nouvelle aventure de Suitaume C'est pas sorcier, Harry !, un nouveau thriller.
En 2008, il crée Les Aventures de Saint-Tin et son ami Lou, une série de romans parodiques qui narre les aventures d'un jeune reporter sur les traces de son supposé père, Tintin. Après la publication du cinquième opus de la série, il est attaqué pour contrefaçon par les héritiers d'Hergé. Les éditions Moulinsart sont déboutées de l'attaque mais le tribunal condamne sa maison d'édition Le Léopard Masqué à plusieurs dizaines de milliers d'euros pour préjudice commercial, évoquant la notion de parasitisme. Début 2011, la 2e Chambre de la Cour d'Appel de Paris déboute totalement Moulinsart SA, rejetant l'accusation de préjudice commercial, soutenant qu'accuser une parodie de parasitisme n'a aucun sens,. En février 2014, il est définitivement relaxé.
Gordon Zola vit à Paris, où il gère la société Éditions du Léopard Masqué tout en assurant la rédaction des aventures du commissaire Guillaume Suitaume et de la série parodique des Saint-Tin.

## Romans

### SérieLes Enquêtes du commissaire Guillaume Suitaume
- 2004 : Les Suppôts de sitoire
- 2005 : La Fausse Celtique
- 2005 : The Dada de Vinci Code
- 2006 : C'est pas sorcier, Harry !
- 2006 : Mozart est là !
- 2006 : Où est le bec ?
- 2008 : La Dérive des incontinents
- 2008 : Terril en la demeure
- 2010 : Qui veut la peau de Marc Levy ?
- 2011 : Les Parasites artificiels
- 2012 : Doigt Light
- 2013 : Les Tatas flingueurs
- 2015 : Les Faux Cils du dinosaure
- 2022 : Meurtre au zoo de Cologne
- 2023 : C'est Zola qu'on assassine !
- 2024 : Meurtre au zoo de Cologne
- 2024 : Du balai, Harry !

### SérieLes Historico-déconnants
- 2005 : Fais gaffe à ta Gaule
- 2008 : Un manchot pour l'empereur
- 2012 : J'écluse
- 2013 : Le Père Denoël est-il une ordure ?
- 2017 : Cartonne 14
- 2019 : Opération "Grande vadrouille"

### SérieLes Aventures de Saint-Tin et son ami Lou
- 2008 : Le crado pince fort
- 2009 : La Lotus bleue
- 2009 : Saint-Tin au gibet
- 2009 : Les Poils mystérieux
- 2010 : L'affaire tourne au sale
- 2010 : Le Secret d'Eulalie Corne
- 2011 : Le 13 heures réclame le rouge
- 2011 : Les Six Gardes du phare Amon
- 2011 : Objet qui fume
- 2011 : On a fait un marché sur la lune
- 2012 : Coq en toc
- 2012 : Train-train au Congo
- 2013 : L'ascète boude le cristal
- 2013 : Le temps pleut du Soleil
- 2014 : Le Spectre du tocard
- 2014 : Saint-Tin aux pis de l'Auroch noir
- 2014 : Saint-Tin et les p'tits carrosses
- 2015 : Saint-Tin obéi des chauds Viêts
- 2016 : Saint-Tin et l'art fat
- 2019 : L'Oreille glacée
- 2020 : Vol des 704 os pour six nez
- 2021 : Saint-Tin et l'amer hic
- 2024 : Les Bijoux du Castrat fier
- 2024 : L'Huile noire

### SérieLes Aventures de Newton Poppleford
- 2012 : Le Jeu des 7 terreurs
- 2013 : Les Chevaliers du temps plié

### Jane Bomb, l'espionne qui n'avait pas froid aux yeux... non plus!
- 2017 : L'espion quitte Mémé
- 2017 : Casimodo royal
- 2025 : Gros bisous de Moscou

### Les drôles d'histoire du monde des mots (jeunesse)
- 2018 : La Mauvaise mine du père Crayon
- 2018 : Les Chaventuriers de l'H perdu
- 2018 : Le Marais des mots laids
- 2018 : Les Fantômes de la maison en T
- 2019 : Le Professeur Malempoint a disparu
- 2022 : Le Moulin à O ne tourne plus rond (aux éditions du Labo)

## Essais et autres publications
- 2009 : État critique.
- 2010 : L'Humour pour les Nuls (aux éditions First)
- 2015 : Le Vrai Journal du capitaine Hollande (aux éditions du Rocher)
- 2017 : Et si les Beatles n'étaient jamais allés sur la Lune ? (sous le pseudonyme d'Erik Ornakin)
- 2017 : Les Voyageurs noirs (sous le pseudonyme d'Erick George-Egret)
- 2017 : L'Odyssée minuscule (sous le pseudonyme d'Alcide Corneille)
- 2018:  Désirée la Forteresse et son char d'assaut (sous le pseudonyme d'Erick George-Egret)
- 2019 : Picasso et l'homme à la tête dans le cube (sous le pseudonyme d'Erick Ornakin)
- 2020 : La Basse Court Toujours
- 2021 : ..84 (traduction fantaisiste de 1984 de George Orwell)
- 2025 : Pop hole (un trou dans la pop)

## Galerie de photographies

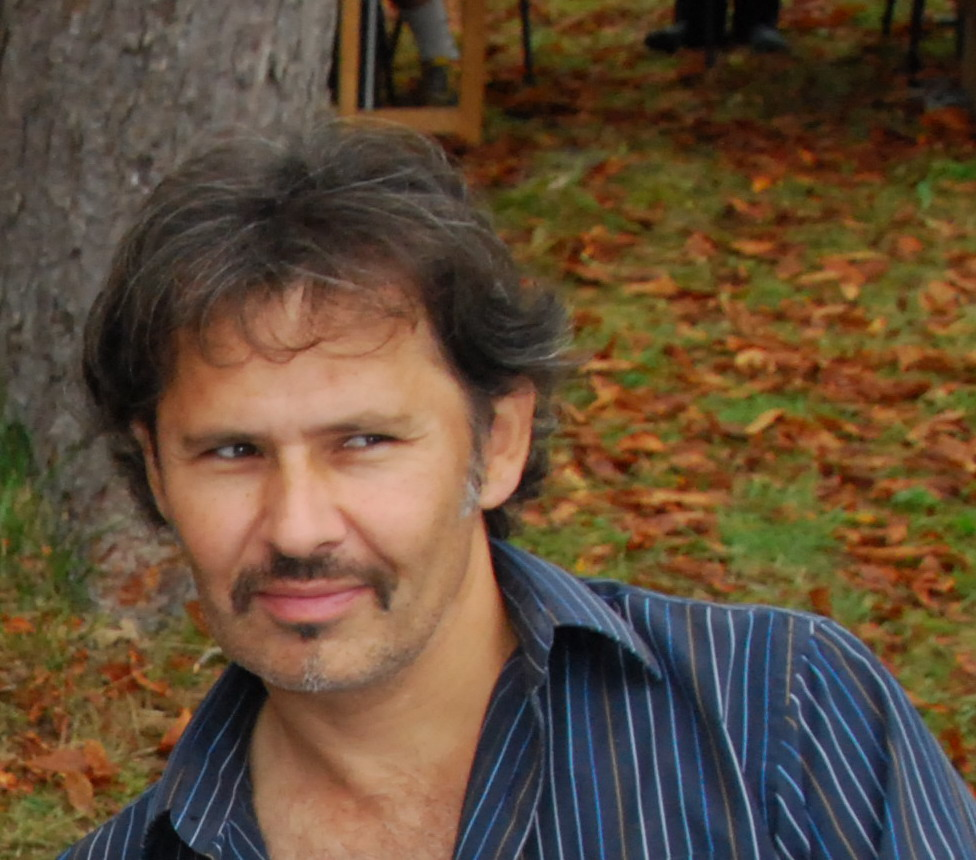
Au salon de Loches en 2008.
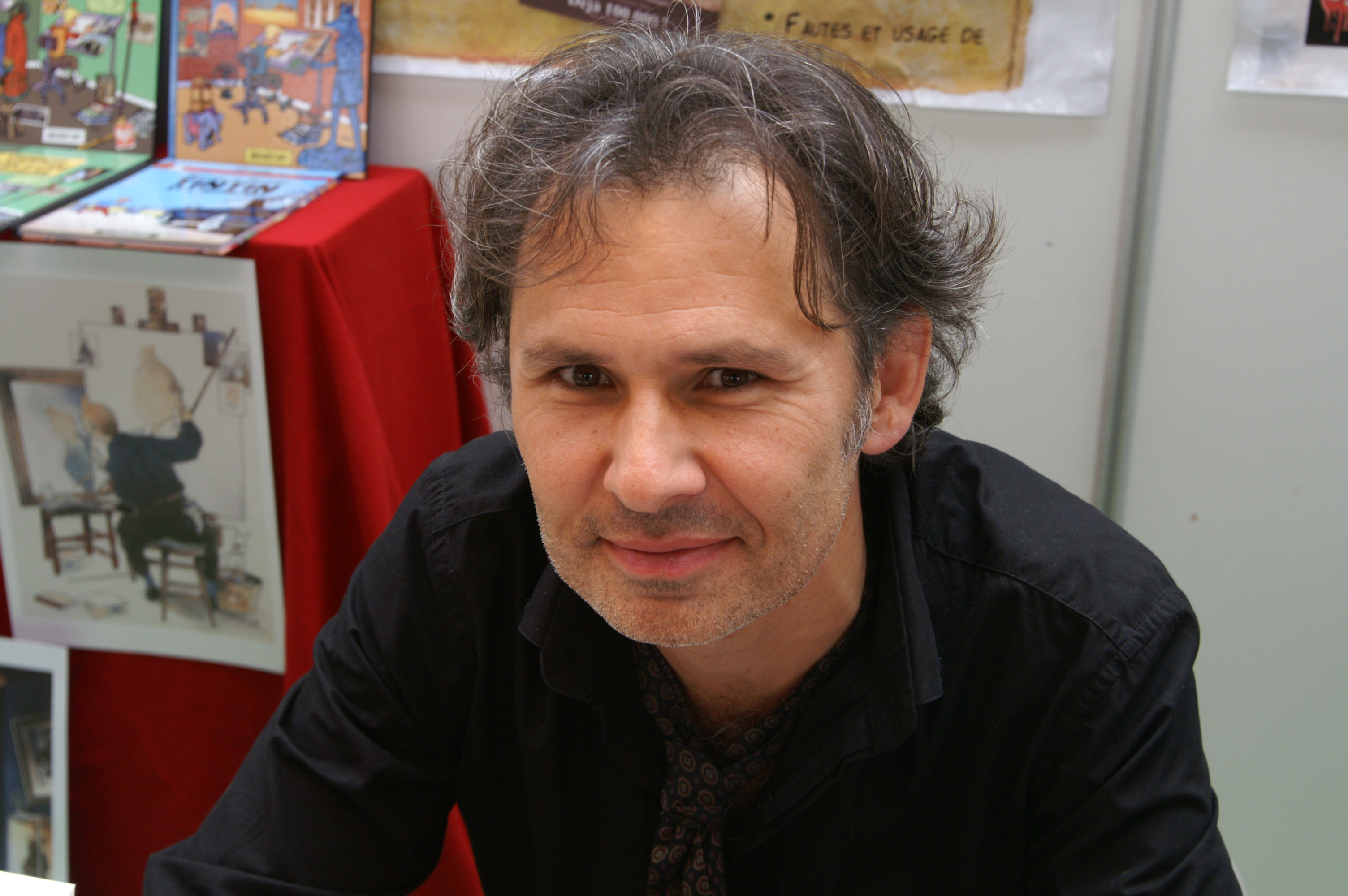
À Quai des Bulles en 2010.
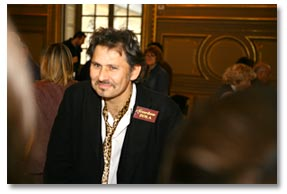
Gordon Zola en 2012.